# Skillingaryd
Skillingaryd ist ein Ort (tätort) in der schwedischen Provinz Jönköpings län und der historischen Provinz Småland.
Der Ort, der zur Gemeinde Vaggeryd gehört und einer der beiden Hauptorte ist, liegt etwa 43 Kilometer südlich von Jönköping an der Europastraße E4.
Skillingaryd ist ein Industrieort mit Fabriken mehrerer größerer schwedischer Unternehmen, wie etwa des Möbelherstellers Kinnarps. 2005 fand in und um Skillingaryd der Orientierungslauf O-Ringen statt.
Der Ort hat einen Bahnhof an der Bahnstrecke Halmstad–Nässjö.

## Persönlichkeiten
- Leo Johansson (* 1999), Skilangläufer